# بية (بهمئي غرمسيري الجنوبي)
بیة (بالفارسية: پیه) هي قرية تقع في إيران في قسم بهمئي غرمسیري الجنوبي الريفي. يقدر عدد سكانها بـ 27 نسمة .